# Ronald March
Ronald Eugene March Jr. (Phoenix, 24 luglio 1993) è un cestista statunitense naturalizzato armeno.

## Palmarès

### Squadra
- Campionati portoricani: 1

Gigantes de Carolina: 2023
- Lega Lettone-Estone: 1

Prometej: 2022-2023

### Individuale
- Top scorer "La Mobilière" Swiss Basketball League: 1

2017-2018